# 暢師文
畅师文（1247年—1317年），字纯甫，号泊然，南阳（今河南省南阳市）人，元朝政治人物。
畅师文是畅讷的儿子，许衡的弟子，与姚燧、高凝相友善。元世祖至元五年（1268年），向元朝朝廷陈奏时政十六策，丞相安童惊奇他的才能，征辟他为右三部令史。至元十二年（1275年），跟随伯颜攻打南宋。至元十三年（1276年），编写《平宋事迹》上奏。至元二十三年（1286年），被任命为监察御史，纠劾不避权贵，上所纂《农桑辑要》一书。次年，担任陕西汉中道巡行劝农副使，任官有政绩，设置义仓，教民种植之法。元武宗至大元年（1308年），参预修纂《成宗实录》，当时朝廷制作多出其手。元仁宗皇庆二年（1313年）为翰林侍读学士，奉旨撰写《王勃成道记序》等文。延祐元年（1314年），升任翰林学士、资德大夫。延祐四年（1317年），在襄阳传舍去世，年七十一岁。葬在襄阳岘山。赠资政大夫、河南江北等处行中书省左丞、上护军，追封魏郡公，谥文肃，加赠推忠守正亮节功臣。有三子，长子畅笃，官至太中大夫、江东道肃政廉访副使。